# De Facto (együttes)
A De Facto egy magyar rock együttes, amely 1996-ban alakult.

## Hatásaik
Gothic, Dark Wave, Modern Rock / Metal, Folk, stb...

## Az együttesről
Az egyedi szövegvilágra és zenei hangzásra törekvő zenekart, Tóth Gyula énekes-gitáros alapította 1996-ban. A zenekar hamar ismertté vált a hazai underground körökben. Jó hangulatú koncertjeik révén pedig a potenciális közönség, hamar megszerette a zenekart.
1997-ben elkészült az első Demo hat dallal, amely ugyan nem került terjesztésre de néhány hazai sajtóorgánum pozitív kritikái, biztatásként hatottak a zenekarra.
Ezután 2000-ben jelent meg az első kislemez ANTIQUE címmel.
Az anyag már kazettán is kijött a Metal Hammer kiadványaként, és egyhamar ismertté váltak szélesebb körben is.
Mindeközben egyre több koncertmeghívást kapott a csapat, ahol rengeteg barátság szövődött más zenekarokkal és a zenekar kedvelőivel egyaránt.
Ezek a barátságok eredményezték, hogy Gyula 2000-ben életre hívta az első NIGHTBREED fesztivált, ami egyedülálló volt megannyi értelemben.
2003 az első önálló album megjelenésének ideje volt.
Az EMPÍREUM album meghozta a várt sikert. A zenei szaksajtó és a közönség is elismeréssel fogadta. Ebben az időben vette komolyabban szárnyai alá a csapatot a Metal Hammer és a Hammer Records, így minden általuk szervezett rendezvényen képviseltethette magát a De Facto.
2004 –ben napvilágot látott a második nagylemez az Evangeliom.
Mivel ez már egy kiforrottabb, élettel telibb album lett, azonnal a szívébe zárta a közönség. A zenei sajtó megannyi jó kritikával illette.
Ekkorra már a hazai zenei élet megkerülhetetlen szereplője a De Facto.
A srácok sikeréhez nagyban hozzájárult a hazai underground legenda, a Negative Art
ill. Varga Balázs Zero munkája.
2007 a Karizma lemez debütálása. A zenekar olyan helyekre „szivárgott” be, ahová addig sosem. A Viva és az MTV egy-egy dalukat felvette a játszási listájukba, így még több emberhez eljutván, már komoly rajongótáborral rendelkezett a csapat.
A folytatás azonban mégsem alakult a forgatókönyv szerint…
A zenekar 2007 őszén beszüntette tevékenységét.
Hivatalosan nem oszlott fel, de megszűnt létezni.
Valami akkor ott, elfogyott és elfáradt…
Majd csend következett. A tagok nem álltak le a zenéléssel. Sok esetben néhányan a zenekarból együtt is muzsikáltak, stúdiózgattak. De a De Facto, csak szunnyadt mély álmában…
Az utóbbi években a tagok többször is fontolgatták a folytatást, de valami mindig közbejött…
Aztán egyszer csak már nem lehetett elkerülni az elkerülhetetlent…
2015-ben a zenekar új lemezén dolgozik, ami 2016 májusában meg is jelent Nihil címmel. Az album elsőként a 2016/05 havi HammerWorld magazin CD mellékleteként látott napvilágot. Júliusban pedig normál és digipack kiadványként is megtalálható, a hazai CD kínálatban.
A zenekar jelenleg új albumát népszerűsíti, koncertjein. Mellette íródnak egy új lemez dalai...
2019. április 3-án bejelentették, hogy az év egyetlen koncertjét 2019. október 26-án adják a budapesti Dürer Kertben, a IV. Nightbreed Fesztiválon. Október elején kiderült, hogy egyben ez a zenekar búcsúkoncertje is.

## Tagok
- Tóth Gyula - ének, gitár, szövegíró
- Horváth István  - gitár
- Hary Attila  - dob
- Bangha Tamás - basszusgitár
- Kocsis István - billentyűk

## Diszkográfia
- Antique EP (2000)
- Empireum (2003)
- Evangeliom (2004)
- Karizma (2007)
- Nihil (2016)[3]